# Ichijo
Imperador Ichijo (一条天皇, Ichijo-tennō, 15 de julho de 980 - 25 de julho de 1011) foi o 66º imperador do Japão, na lista tradicional de sucessão.

## Vida
Antes de ascender ao Trono do Crisântemo, seu nome pessoal (Imina) era Kanehito-shinnō. Kanehito foi o primeiro filho do imperador En'yu com Fujiwara no Senshi, uma filha de Fujiwara no Kaneie. Como não há irmãos documentados, supõe-se que foi filho único.
Kanehito se tornou Príncipe Herdeiro pelo Imperador Kazan, em 27 de agosto de 984 e coroado em 23 de junho de 986 com 6 anos de idade, esta coroação apressada foi forçada por seu avô materno Fujiwara no Kaneie que queria se tornar Sesshō.
Ichijo reinou de 986 a 1011. Seu reinado coincidiu com o auge da cultura do período Heian e o ápice do poder do clã Fujiwara. Um filho do imperador Reizei, que era mais velho do que Ichijo, foi nomeado príncipe herdeiro. Kaneie como regente efetivamente governou o estado. Após Kaneie morrer em 990, seu primeiro filho e tio de Ichijo, Fujiwara no Michitaka foi nomeado Sesshō.
Em 16 de julho de 1011, no 25º ano de seu reinado o Imperador Ichijo abdicou; e a sucessão foi recebida por seu primo Iyasada-shinnō. que se tornou o  Imperador Sanjo.
Em 25 de julho de 1011 o Imperador morreu. Ichijo é tradicionalmente venerado em um memorial no santuário xintoísta em Quioto. A Agência da Casa Imperial designa este local como Mausoléu de Ichijo. E é oficialmente chamado En'yū-ji no kita no misasagi.

## Daijō-kan
- Sesshō, Fujiwara no Kaneie (藤原兼家), 929–990.
- Sesshō, Fujiwara no Michitaka (藤原道隆), 953–995
- Kanpaku, Fujiwara no Kaneie
- Kanpaku,Fujiwara no Michikane  961–995
- Daijō Daijin, Fujiwara no Kaneie.
- Daijō Daijin, Fujiwara no Yoritada (藤原頼忠), 924–989.
- Daijō Daijin, Fujiwara no Tametisu (藤原為光), 942–992.
- Sadaijin, Fujiwara no Michinaga (藤原道長), 966–1027.
- Udaijin, Fujiwara no Michikane (藤原道兼).
- Naidaijin, Fujiwara no Michitaka.
- Naidaijin, Fujiwara no Korechika (藤原伊周), 973–1010.
- Naidaijin, Kan'in Kinsue (藤原公季), 956–1029.